# Sylvia Sperandio

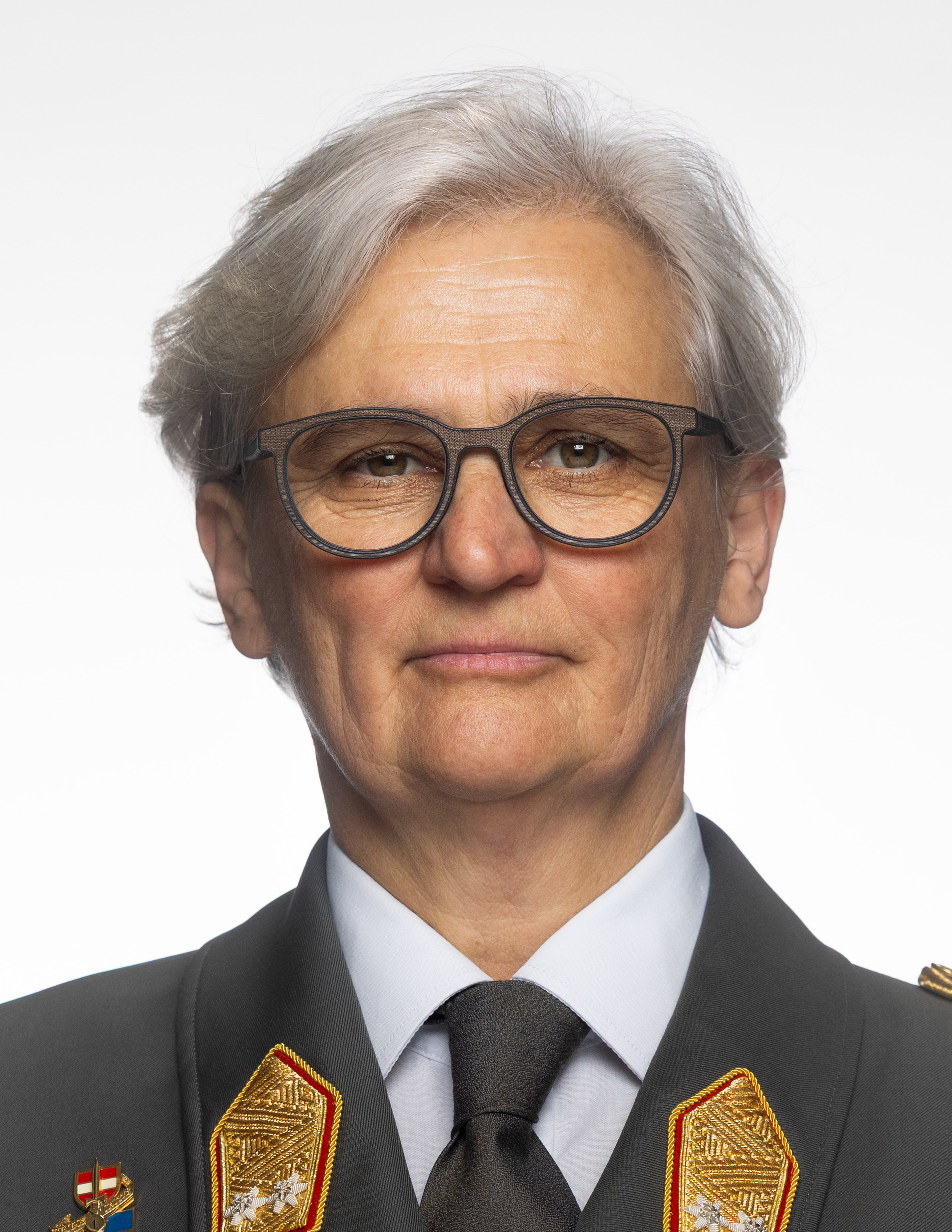
Sylvia Sperandio (2025)

Sylvia Sperandio (auch Sylvia-Carolina Sperandio; geboren 1966 in Vöcklabruck) ist eine österreichische Ärztin und Offizierin. 2017 übernahm sie die Leitung des militärischen Gesundheitswesens. Seit Februar 2025 führt sie als erste Frau in Österreich den Dienstgrad eines Generalmajors.

## Leben
Nach ihrer Reifeprüfung studierte sie Humanmedizin an der Universität Wien und promovierte dort im Jahr 1993. An der Sigmund Freud Privatuniversität Wien erwarb sie im Jahr 2014 ein Doktorat für Psychotherapiewissenschaft und an der Alpen-Adria-Universität Klagenfurt einen MBA-Abschluss im Fach Health Care Management.
Einige Zeit war sie zivile ärztliche Leiterin des Militärspitals Hörsching. Bald nach der Öffnung des österreichischen Bundesheeres für Frauen rückte sie als eine der ersten Soldatinnen im Juni 1998 beim Panzer-Aufklärungsbataillon 3 in Mistelbach ein. Ihre Ernennung zur Offizierin des militärmedizinischen Dienstes war die erste historische bekannte Offiziersernennung einer Frau seit Bestehen des Bundesheeres der Republik Österreich. In den früheren Armeen der österreichischen Vorgängerstaaten sind allerdings vereinzelt Fälle bekannt, wo sich Frauen als Männer ausgegeben und in militärischen Karrieren auch Offiziersränge erreicht hatten.
Ihre Karrierestufen waren unter anderem: 
- Leiterin der Fachambulanz im Militärspital 2 in Innsbruck.
- Kommandantin der Sanitätsanstalt OÖ, Sonderkrankenanstalt für Heeresangehörige und somit auch Ärztliche Leiterin dieser Sonderkrankenanstalt (als erste weibliche Kommandantin).
- Referentin für Militärische Luftfahrtmedizin und ABC Abwehrmedizin im Bundesministerium für Landesverteidigung.
- Seit 2017 Leiterin des Militärischen Gesundheitswesens im Generalsrang Brigadier.[7][8][9][10]
- Seit Februar 2025 Leiterin der Direktion 8 – Militärisches Gesundheitswesen des österreichischen Bundesheers im Range eines Generalmajors.[11][12][13][14]

Weiters ist sie Mitglied der Disziplinarkommission für Soldaten des Bundesheers, stellvertretende Vorsitzende der Arbeitsgruppe für Gleichbehandlungsfragen sowie beratendes Organ der Parlamentarischen Bundesheerkommission.
Einsätze leistete Sperandio bei Katastrophen im Inland und auch außerhalb von Österreich / humanitäre Hilfe für das ÖBH, UNDAC (United Nation Disaster Assessment Coordination) und EU-Civil Protection Mechanism.
Sperandio ist neben ihrer Tätigkeit beim Bundesheer auch als niedergelassene Ärztin für Allgemeinmedizin in Amstetten tätig. Dabei ist sie unter anderem auf Traditionelle Chinesische Medizin spezialisiert.

## Werke
- Sperandio, Dr. med. univ. Sylvia-Carolina, „Fokus“ Die Sanitätsanstalt Oberösterreich – eine multifunktionale „Kompanie“. Zeitschrift Truppendienst, Heft 5, 2006/441
- Sperandio, Sylvia-Carolina, Biologische Gefahren – Schnittstelle Militärmedizin, Enthalten in: Biologische Bedrohungen ; [Chefred.: Erwin Richter. Red.: Stefan Bader ...], Wien, 2014, S. 139ff
- Sperandio, Sylvia-Carolina, Medizin – Kernaufgabe der IHKH, Enthalten in: Das humanitäre Experiment; [Chefred.: Erwin Richter], Wien, 2015, S. 235ff
- Sperandio, Sylvia-Carolina, Dissertation „Einflüsse der Akupunktur bei Patienten und Patientinnen mit Depression im Rahmen einer sechswöchigen stationären psychosozialen Rehabilitation“, Sigmund Freud Privatuniversität, 2014
- Sperandio, Sylvia-Caroline: „Sicherheitsrisiko Pandemie“ in Sicherheitspolitische Jahresvorschau 2020, Bundesministerium für Landesverteidigung, Wien, https://www.bundesheer.at/pdf_pool/publikationen/sipol_jahresvorschau2020.pdf Seite 219